# Helanbjergene
The Helan Mountains (kinesisk 贺兰山, pinyin: Hèlán Shān; mongolisk: Alaša aγula), ofte kaldt Alashanbjergene i ældre kilder, er en isoleret ørken- bjergkæde der danner grænsen mellem den indre mongolske liga (præfektur) Alxa og provinsen Ningxia i Kina. De går nord-syd, parallelt med den mod nord løbende Gule Flod i dens store sving Ordos Loop. Floden er hovedsagelig øst for bjergene, men i nord krydser den dem og løber på den vestlige side. Mod vest er der ørken. Mod øst er der et kunstvandet område omkring byerne Yinchuan og Shizuishan.
Bjergkæden er omkring 200 km fra nord til syd og mellem 15 og 50 km i bredden og en gennemsnitlig højde på 2.000 meter (den Gule Flod løber i omkring 1.100 meters højde.) Den højeste top er på 3.556 meter.
38°54′N 105°58′Ø / 38.900°N 105.967°Ø